# NGC 6210
NGC 6210, surnommée la nébuleuse de la Tortue, est une nébuleuse planétaire située dans la constellation d'Hercule. NGC 6210 a été découverte par l'astronome germano-balte Wilhelm Struve en 1825.

## Découverte
Cet objet a été enregistré comme une étoile par Joseph Lalande le 22 mars 1799, ainsi sa découverte en tant que nébuleuse planétaire est attribuée à Wilhelm Struve. John Herschel a aussi observé la nébuleuse le 25 mai 1830.

## Observation
Avec une magnitude visuelle de 9,65, on peut observer cette nébuleuse avec des jumelles dont l'ouverture est d'au moins 80 mm ou avec un petit télescope.

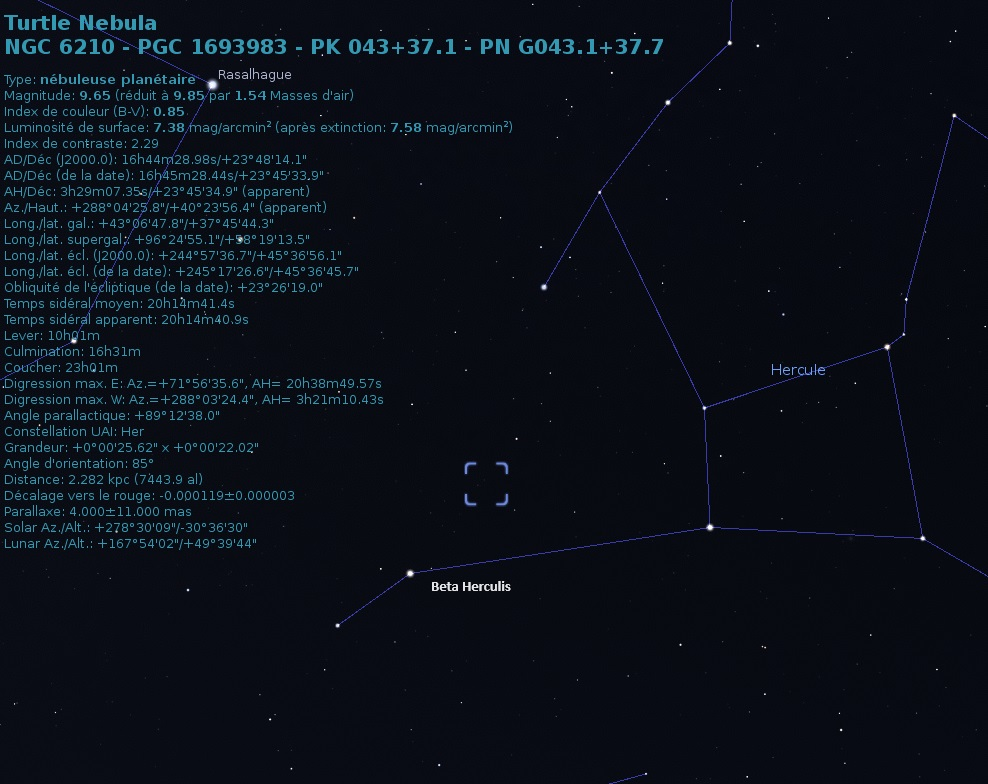
Localisation de NGC 6210 dans la constellation d'Hercule (Stellarium).

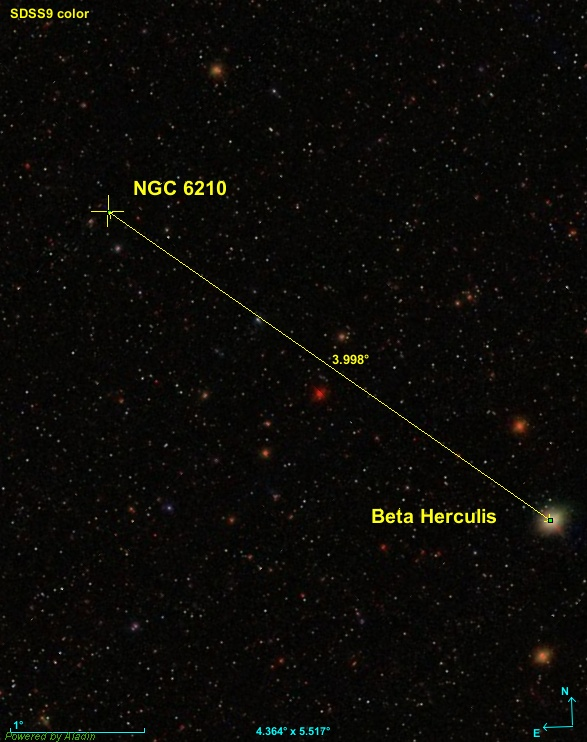
Position de NGC 6210 par rapport une étoile de la constellation d'Hercule.

NGC 6210 est à environ 4 degrés au nord-est de l'étoile Beta Herculis, l'étoile la plus brillante de la constellation d'Hercule avec une magnitude de 2,8.

## Caractéristiques

### Distance, taille et vitesse
Le logiciel en ligne Aladin Lite permet de consulter les données astronomiques de plusieurs catalogues, dont le « GAIA EARLY DATA RELEASE 3 (GAIA EDR3) ». Pour NGC 6210, Gaia EDR3, la parallaxe de NGC 6210 est égale à 0,486 2 ± 0,031 9 mas, ce qui correspond à une distance de 1655 +144
−127 pc.
La taille apparente de la nébuleuse est de 65,85 secondes d'arc, ce qui, compte tenu de la distance et grâce à un calcul simple, équivaut à une taille réelle de 2,14 +0,13
−0,15 al.
Deux valeurs identiques de la vitesse sont indiquées sur la base de données Simbad, soit −35,6 ± 0,9 km/s,.

### Structure

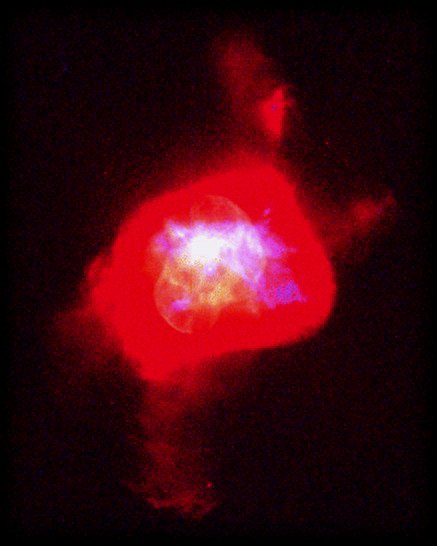
Autre image de NGC 6210 par le télescope spatial Hubble.

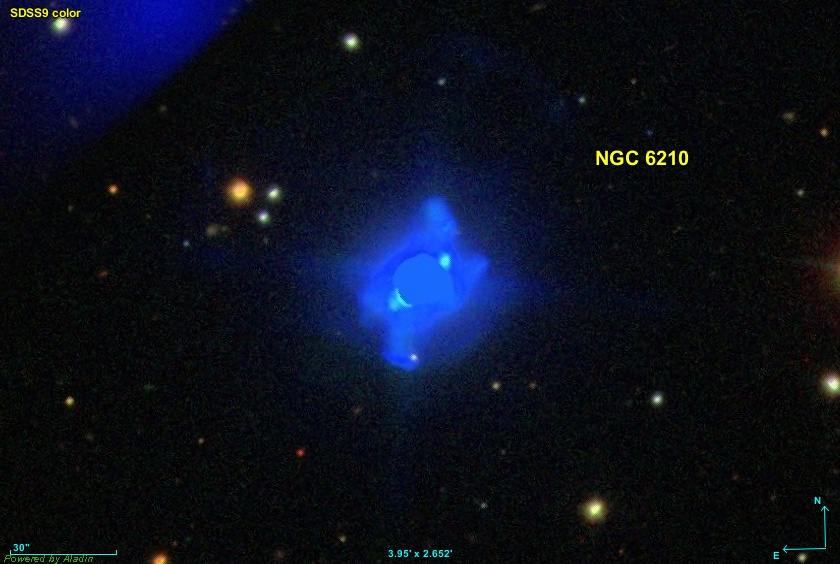
NGC 6210 par le relevé SDSS.

La forme de NGC 6210 est très amorphe et irrégulière, mais elle épouse à peu près la forme d'une ellipsoïde. Deux parties forment la nébuleuse, une région interne brillante avec de nombreux arcs et filaments qui s'étendent sur 13" par 16", ainsi qu'une région externe plus volumineuse et plus pâle dotée d'une paire de structures tubulaires. Les émissions de la partie externe ne représente que 1 % du total des émissions.

### Étoile de la nébuleuse
La magnitude apparente visuelle de son étoile centrale est égale à 12,66 et son spectre correspond à celui d'une étoile de type O riche en hydrogène. Sa température est estimée à 65 000 K. L'abondance des éléments suggère une étoile progénitrice de masse probablement égale à 0,9 {\displaystyle M_{\odot }}. La vitesse de la matière éjectée de cette étoile est de 2 180 km/s et sa perte de masse est estimée à 2,2 × 10−9 {\displaystyle M_{\odot }} par année. Un jet collimaté semble exister au nord-ouest de la nébuleuse, suggérant que l'étoile centrale éjecte de la matière le long de deux et peut-être quatre de ces directions.
Selon une autre source, l'étoile au centre de cette nébuleuse exibite un spectre de type spectral O(H)3. Sa magnitude visuelle est égale à 12,43 et sa masse est estimée à 1,99 {\displaystyle M_{\odot }}. Sa température de surface atteint les 76 kK ({\displaystyle Log(T_{eff})=4,88}) et sa luminosité est égale à 6 457 {\displaystyle L_{\odot }} ({\displaystyle Log(L/L{\odot })=3,81}). Le rayon de la nébuleuse est estimé à 0,065 pc et son âge est égal à 6 020 ans.